# Radikal (kemija)
Radikali oz. prosti radikali so v kemiji atomi, molekule, ioni ali kompleksi, ki imajo neparno število elektronov. Radikali imajo lahko bodisi pozitiven bodisi negativen naboj ali pa so nevtralni. Neparni elektroni dajejo radikalom visoko kemično reaktivnost.
Izraza "radikal in "prosti radikal" se pogosto enači, vendar je glavna razlika med njima ta, da se radikal pojavlja v obliki funkcionalnih skupin, vezanih na neke spojine, prosti radikal pa se pojavlja samostojno, tj. ni vezan na neko drugo spojino.
Radikali so pomembni pri procesu gorenja, atmosferski kemiji, plazemski kemiji, polimerizaciji, biokemiji in mnogih drugih kemičnih procesih, med drugim tudi pri človeški fiziologiji. Primera tega sta superoksid in dušikov oksid, ki uravnavata (regulirata) mnoge biološke procese, kot je uravnavanje krčenja krvnih žil.

## Prosti radikali v biologiji
Prosti radikali so zelo reaktivni in posledično tudi nestabilni. Zaradi omenjenih lastnosti hitro reagirajo z drugimi molekulami, spojinami. Tovrstne reakcije potekajo nenadzorovano, mimo encimskih sistemov, in so škodljive za celico, saj jo poškodujejo, kot posledica pa nastopijo razna obolenja. Če jih je v telesu preveč, napadejo zdrave celice, poškodujejo beljakovine, maščobe, DNK in RNK. Pravzaprav gre za biokemične škodljivce, ki povzročajo od 80-90 % vseh degenerativnih bolezni. Kadar prosti radikali reagirajo s celičnimi membranami zdravih maščobnih celic, nastanejo lipidni peroksidi. Ti so zelo obstojni in še posebno škodljivi, saj lahko telesu povzročijo trajno škodo. Ta škoda se pokaže v obliki degenerativnih bolezni, kot so diabetes, ateroskleroza, artritis, prehitro staranje, očesna mrena, kožne gube in rakava obolenja.
Veriga reakcij tisočih prostih radikalov se lahko prične v sekundi. Deaktiviramo jih lahko z obnovitvijo elektronskega para. Oksidacije in reakcije prostega radikala so okoli nas, pa se najverjetneje niti ne zavedamo za kaj gre. Ko železo zarjavi, se kisik združi z železom in rezultat je oksid. Prav tako je delo prostega radikala pokvarjeno maslo, pokvarjeno zelenjavno olje, ali pa naribano jabolko, ki zaradi oksidacije potemni.

### Nastanek
Prosti radikali v telesu nastajajo neprestano. Deloma nastajajo naravno, kot nezaželeni produkti pri nepopolnem celičnem dihanju. Nekaj jih tvorijo bele krvne celice, da z njimi napadajo bakterije. Večino kisika, ki ga vdihujemo pri dihanju (približno 95 %) porabijo celice za presnovo, torej za proizvodnjo energije. Preostali kisik pa se porabi za nastanek prostih radikalov. Gre za normalen fiziološki proces. Ti radikali nam koristijo, dokler so pod nadzorom. Veliko radikalov pa lahko nastane tudi zaradi vnosa različnih telesu tujih snovi (pesticidi, katran, umetna barvila, konzervansi, zdravila) ali zaradi izpostavljenosti ionizirajočemu sevanju. Seveda se je tem stvarem moč izogibati, nikakor pa ne v celoti izogniti. Prav tako se ne moremo izogniti radikalom, ki nastajajo v telesu naravno. Kljub temu, da radikali v nas nastajajo neprestano, naše telo ne postane žarko, tako kot se npr. pokvari maščoba na zraku. V živih bitjih so se namreč razvili mnogi mehanizmi, ki zmanjšujejo nastajanje radikalov, jih odstranjujejo in popravljajo škodo, ki so jo ti že povzročili. Tovrstni mehanizmi potrebujejo za svoje delovanje različne snovi, ki jih dobimo s hrano, predvsem s sadjem, zelenjavo, pa tudi z zdravilnimi rastlinami.

### Merjenje
Do sedaj so se prosti radikali merili le v raziskovalnih centrih z zelo zahtevno metodo, imenovano elektronska spinska resonanca. Zahvaljujoč novi revolucionarni metodi pa je danes možno ambulantno merjenje nivoja prostih radikalov (iz kapljice krvi). Kapljico krvi se da v posebno epruveto z reagentom, temu se doda še drug reagent in nato se položi epruveto v aparat, ki zmes približno eno minuto centrifugira. Potem naprava na podlagi fotometrične analize določi količino prostih radikalov.
Količino prostih radikalov se v Sloveniji da izmeriti v diagnostičnem centru v Laškem, kjer imajo prvi tovrstno napravo, imenovano Fras 3. V primeru povečanih vrednosti prostih radikalov se priporoča uživanje antioksidantov.
Enota za merjenje prostih radikalov je U.CARR.

### Vloga antioksidantov
Telo proste radikale nevtralizira in tako ohranja celično ravnovesje s pomočjo encimskih sistemov in antioksidantov (»lovilcev prostih radikalov« oziroma snovi, ki varujejo posamezno celico v človeškem organizmu pred oksidacijo – prostimi radikali). Antioksidant je substanca, ki odloži ali prepreči oksidacijo substrata in pravimo, da deluje kataličino pri preprečitvi oksidacijske škode. Pomembnejši antioksidanti so vitamin C, vitamin E, selen in beta karoten, poznamo pa še alfa karoten (skupaj z betakarotenom spadata pod karotenoide), flavonoide, izoflavone, cink (skupaj s selenom ga uvrščamo pod minerale), glutation, ubikinon, koencim Q10, lipoično kislino in melatonin. Zadostna količina teh antioksidantov je za pravilno delovanje celice nujno potrebna. V nasprotnem primeru lahko namreč prosti radikali povzročijo bolezenske spremembe v celicah in tkivih. Ko se ravnovesje med prostimi radikali in antioksidanti poruši, govorimo o oksidativnem stresu, ki privede do različnih bolezni. Tega antioksidanti preprečujejo z lovljenjem prostih radikalov in popravilom ali odstranjevanjem oksidativno poškodovanih biomolekul (celic). Antioksidante po kemijski zgradbi delimo na vodotopne in lipofilne (topni v maščobah).
Raziskave so pokazale, da antioksidanti pomagajo zavirati razvoj nekaterih obolenj – zmanjšujejo tveganje za razvoj raka, za začetni razvoj ateroskleroze, za bolezni, ki so povezane s kajenjem (pljučni rak, bolezni srca in ožilja), zamotnitev očesne leče (siva mrena) in poškodbe tkiv med operacijami. Prav tako izboljšujejo delovanje imunskega sistema, povečujejo telesne sposobnosti pri naporih in ohranjajo živčne celice.